# Жидовиново
Жидовиново — деревня в Междуреченском районе Вологодской области.
Входит в состав Сухонского сельского поселения, с точки зрения административно-территориального деления — в Сухонский сельсовет.
Расстояние до районного центра Шуйского по автодороге — 8 км. Ближайшие населённые пункты — Васькино, Раздольная.
На март 2021 года постоянных жителей 11 человек. 

## Население
По переписи 2002 года население — 26 человек (13 мужчин, 13 женщин). Всё население — русские.
| 2002 | 2010 |
| ---- | ---- |
| 26   | ↘17  |

## Люди, связанные с деревней
В Жидовинове родился известный русский математик, заслуженный профессор Санкт-петербургского университета Коркин, Александр Николаевич.